# Gus Chambers
Gary Kenneth „Gus“ Chambers (* 18. Januar 1958; † 13. Oktober 2008 in Coventry, England) war ein britischer Punk- und Metal-Musiker, der vor allem durch seinen Gesang bei Grip Inc. bekannt wurde.

## Leben
Chambers wurde am 18. Januar 1958 geboren und wuchs in Coventry in einer typischen englischen Arbeiterfamilie auf. Er hatte mehrere Geschwister, Alkoholmissbrauch und Gewalt des Vaters gegen ihn und seine Geschwister prägten Kindheit und Jugend von Chambers. Diese Erfahrungen verarbeitete er Jahre später in dem Song Isolation mit der Textzeile „30 years of nothing“. In den späten 1970er Jahren begann Chambers seine musikalische Karriere bei der Punkband The Squad, wo er Terry Hall ersetzte. Mit ihnen nahm er zwei Singles auf: Red Alert (B-Seite: £8-A-Week) und  Millionaire (B-Seite: BrockHill Boys, 1979). Zu dieser Zeit lernte er seine langjährige Weggefährtin Wendy Seenan kennen. Nach The Squad spielte er in der Band 21 Guns, die eine Single auf Shack Records, dem Label von Neville Staple, veröffentlichte, und sich 1981 auflöste.
Im Jahr 1980 zog Chambers in die USA, um vor dem Hintergrund seiner Drogensucht einen Neuanfang zu wagen. Er schlug sich zunächst in Texas mit Gelegenheitsjobs als Kellner und Arbeiter in einer Goldmine durch und wohnte schließlich in Las Vegas. Gemeinsam mit seinem Freund Paul Raven von Killing Joke verlegte Chambers seine Aktivitäten nach Los Angeles, wo er zunächst The Remnant gründete, die 1984 eine EP veröffentlichten. 1984 kam sein erster Sohn Nolan Gary zur Welt, einige Jahre später heiratete er Hope, eine Amerikanerin mit philippinischen Wurzeln.
Mit Dave Lombardo und Waldemar Sorychta gründete Gus Chambers 1993 die erfolgreiche Thrash-Metal-Band Grip Inc. Bereits nach dem zweiten Album kam es zu Spannungen zwischen Chambers und Lombardo. Chambers war mittlerweile dreifacher Vater und auf das Geld, das er mit Grip Inc. verdiente, angewiesen, sodass es zum Streit um Tantiemen kam. Nach dem dritten Album war Grip Inc. 1999 am Ende. Gemeinsam mit Paul Raven versuchte Chambers es mit Sons of Damnation, die Band kam jedoch wegen des plötzlichen Krebstodes von Gitarrist William Tucker (u. a. Ministry) zum Stillstand. Chambers zog um 2000 nach Dortmund, wo er bei einer Mitarbeiterin des Musikmagazins Rock Hard wohnte und seinen Lebensunterhalt als Drucker bei verschiedenen Textildruckunternehmen verdiente.
Unter dem Namen Rogue Process nahm Chambers mit Stuart Carruthers (Grip Inc.) und Jed Simons (Strapping Young Lad) in Vancouver zwei Songs auf, einer war auf der Demo-Kompilation Unerhört! des Rock-Hard-Magazins vertreten. Etwa 2002 begann er mit Waldemar Sorychta Ideen für neue Lieder zu sammeln, die 2004 in das vierte Grip-Inc.-Album Incorporated mündeten. 2004 gründete er Squad 21 in Dortmund als Hommage an seine früheren Bands. Die Band bestand aus Mitgliedern der Lokalbands Nothing but Puke und Duke. Er ersetzte 2006 kurzzeitig den verstorbenen Andy „Henner“ Allendörfer bei den hessischen Power-Metallern Squealer A.D. und ist auf dem Album Confrontation Street zu hören.  Anschließend zog er zurück nach Coventry und gründete mit seiner langjährigen Weggefährtin Wendy Seenan die Punkband Mantra Sect. Die Gruppe nahm im Februar 2008 das Album The Brave Die Lonely auf. Beim Summer Breeze 2008 trat Gus Chambers als Gastsänger mit Enemy of the Sun auf, als diese Coverversionen von Grip Inc. spielten.
Gus Chambers litt an einer bipolaren Störung, gegen die er Medikamente einnahm. Am 13. Oktober 2008 starb Chambers in seiner Wohnung in Coventry, wo ihn zwei Mitglieder seiner letzten Band Mantra Sect zwei Tage später fanden. In ersten Meldungen wurde von Suizid ausgegangen, die offizielle Untersuchung ergab jedoch eine versehentlich tödliche Mischung von Medikamenten und Alkohol. Waldemar Sorychta veröffentlichte im Jahr 2015 als Hommage an Chambers die EP Hostage to Heaven mit bislang unveröffentlichtem Material von Grip Inc.

## Diskografie

### Mit Grip Inc.
- siehe Grip Inc.#Diskografie

### Sonstige Veröffentlichungen  (Auswahl)
- The Squad: Red Alert / £8-A-Week (Single, 1978)
- The Squad: Millionaire / BrockHill Boys (Single, 1979)
- 21 Guns: 21 Guns (Single, 1981)
- Squad 21: Skullduggery (2004)
- Squealer: Confrontation Street (2006)
- Mantra Sect: The Brave Die Lonely (2008)